# Claudio Madia
Claudio Madia (Milano, 2 maggio 1959) è un attore teatrale, circense e personaggio televisivo italiano.

## Biografia
Dopo essersi diplomato alla Scuola civica di arte drammatica "P. Grassi" di Milano lavora come attore assieme a Francesca Paganini nella prima e seconda serie del programma televisivo per bambini L'albero azzurro in onda su Rai 2 e su Rai 1 dal 1990 al 1997. Dal 1998 al 2001 ha condotto il programma La scuola in diretta su Rai Educational. Ha fondato negli anni 1990 la Piccola Scuola di Circo di Milano ed è tuttora trampoliere ed acrobata per le produzioni operistiche del Teatro alla Scala.

## Televisione
- Dal 1990 al 1997 - L'albero azzurro (Rai 2 e Rai 1)
- Dal 1998 al 2001 - La scuola in diretta (Rai Educational)

## Libri per l'infanzia
- C'era una volta un foglio di carta, Milano, Mondadori, 1994.
- C'era una volta una bottiglia di plasitica. Con videocassetta, Milano, Mondadori, 1995.
- C'era una volta un tappo di sughero Milano, Mondadori, 1996.
- C'era una volta una scatola di cartone Milano, Mondadori, 1997.
- C'era una volta un vecchio giornale, Milano, Mondadori, 1998
- Ascensore per lo spazio, Milano, Feltrinelli, 1999.
- L'isola della paura, Milano, Feltrinelli, 2000.
- Manuale di piccolo circo, Milano, Feltrinelli, 2003.
- Faccia da clown, Milano, Laboratorio Salani, 2011.